# El Ocotillo, Jalisco
El Ocotillo är en ort i Mexiko.   Den ligger i kommunen Tonalá och delstaten Jalisco, i den centrala delen av landet, 400 km väster om huvudstaden Mexico City. El Ocotillo ligger 1 596 meter över havet och antalet invånare är 178.
Terrängen runt El Ocotillo är platt västerut, men österut är den kuperad. Runt El Ocotillo är det ganska tätbefolkat, med 239 invånare per kvadratkilometer. Närmaste större samhälle är Tlaquepaque, 9,9 km väster om El Ocotillo. I omgivningarna runt El Ocotillo växer huvudsakligen savannskog.